# Bennigsenium
Bennigsenium es un género de coleópteros adéfagos de la familia Carabidae.

## Especies
Contiene las siguientes especies:
- Bennigsenium basilewsky (Cassola, 1978)
- Bennigsenium bodongi (W. Horn, 1914)
- Bennigsenium discoscriptum (W. Horn, 1914)
- Bennigsenium grossesculptum Cassola & Werner, 2003
- Bennigsenium grossumbreve (W. Horn, 1914)
- Bennigsenium hauseranum W. Horn, 1905
- Bennigsenium insperatum (H. Kolbe, 1915)
- Bennigsenium ismenioides (W. Horn, 1913)
- Bennigsenium kakonkianum Cassola & Miskell, 2001
- Bennigsenium planicorne W. Horn, 1897
- Bennigsenium unciferum Cassola & Werner, 2003